# Yodsanklai Fairtex
Yodsanklai Fairtex (ยอดแสนไกล แฟร์เท็กซ์?), nato Yodthaning Photirat, soprannominato Yod, The Hero e, dalle riviste sportive, The Boxing Computer, per via delle sue eccellenti doti tecniche (Ban Na Dee, 1º luglio 1985) è un thaiboxer thailandese.

## Biografia
Yodthanong Photirat nasce a Ban Na Dee, nella Thailandia del Nordest, la madrepatria del Muay Thai. Viene a conoscenza di questo sport grazie al fratello Yodkangwan ed inizia ad interessarsene guardandolo lottare, a soli 8 anni.

### Carriera
Il primo incontro lo disputa proprio nel suo paese natale, vincendolo e guadagnando 20฿.
Nell'agosto del 2005, combattendo sotto il nome di Yodsanklai Petchyindee (ยอดแสนไกล เพชรยินดี), vince il più prestigioso titolo di Muay Thai, la cintura Lumpinee Stadium. Diventa il campione mondiale WBC 154 lbs battendo l'Australiano John Wayne Parr il 10 dicembre 2005 a Gold Coast. Successivamente diventa campione della Thailand (154 lbs).
Yodsaenklai difende il suo titolo WBC l'11 novembre 2006 contro Mark Vogel a Wuppertal (Germania) vincendo l'incontro per KO, grazie alle sue potenti gomitate.
Il 30 giugno 2006 Yodsaenklai fa il suo debutto nella K-1 Max, al K-1 World MAX 2006 svoltosi a Yokohama (Giappone), dove arriva in finale contro Kamal el Amrani e riesce a batterlo con una decisione unanime dei giudici di gara.
Nel 2007, sconfiggendo John Wayne Parr su decisione unanime dei giudici di gara, diventa campione del reality show The Contender Asia.
Il 29 novembre, Yodsanklai disputa un incontro amichevole all'evento "Francia vs Thailandia", tenutosi a Parigi contro il francese Farid Villaume. Yodsanklai vince l'incontro al terzo round per TKO.

## Palmarès
- 2009 Campione del Mondo WPMF Pesi Supermedi
- 2008 Campione Super 8 Guinea
- 2008 Campione del Mondo di Muaythai WMC Pesi medi
- 2008 Campione KO World Series Auckland Pesi Medi
- 2006 Campione del Mondo di Muaythai WPMF Pesi Superwelter
- 2005 Campione del Mondo di Muaythai WBC Pesi Superwelter
- 2005 Campione di Thailandia di Pugilato PAT Pesi Superwelter
- 2005 Campione dello Stadio di Lumpinee Pesi Welter
- 2003 Campione Toyota D4D Marathon Tournament 2003
- 2001 Campione dello Stadio di Lumpinee Pesi Mosca

## Record incontri
Nella carriera da thaiboxer di Yodsanklai si contano in totale 168 vittorie (62 (T) KO, 106 per decisione) e 67 sconfitte.
Legenda:
{{{2}}} Vittoria   {{{2}}} Sconfitta   {{{2}}} Pareggio/Incontro amichevole
| Data                                                           | Risultato | Avversario                 | Evento                                              | Luogo                      | Conclusione              | Round | Tempo |
| -------------------------------------------------------------- | --------- | -------------------------- | --------------------------------------------------- | -------------------------- | ------------------------ | ----- | ----- |
| 2010-03-20                                                     | vittoria  | Abdel Halim Issaoui        | Kickboxing Superstar XIX Edition                    | Milano, Italia             | TKO (taglio)             | 4     |       |
| 2010-02-13                                                     | sconfitta | Vuyisile Colossa           | Boxe-Thai Guinea tournament 2                       | Malabo, Guinea Equatoriale | Decisione (unanime)      | 5     | 3:00  |
| 2009-11-29                                                     | vittoria  | Khalid Bourdif             | SLAMM "Nederland vs Thailandia VI"                  | Almere, Paesi Bassi        | Decisione (unanime)      | 5     | 3:00  |
| Difende il suo titolo mondiale WMC 160lbs.                     |           |                            |                                                     |                            |                          |       |       |
| 2009-11-07                                                     | vittoria  | Marco Pique                | Janus FightNight: Thai Boxe Last Challenge          | Padova, Italia             | Decisione (unanime)      | 3     | 3:00  |
| 2009-06-26                                                     | vittoria  | Cosmo Alexandre            | Champions of Champions 2                            | Montego Bay, Giamaica      | KO (low kick sinistro)   | 4     | 0:25  |
| Mantiene il suo titolo mondiale WMC 160lbs.                    |           |                            |                                                     |                            |                          |       |       |
| 2009-03-26                                                     | vittoria  | Vuyisile Colossa           | Les Stars du Ring 2009                              | Levallois-Perret, Francia  | Decisione (unanime)      | 5     | 3:00  |
| 2009-01-18                                                     | vittoria  | Takaaki Nakamura           | M.I.D. Giappone presents "Thailandia Giappone" 2009 | Giappone                   | Decisione (unanime)      | 5     | 3:00  |
| Vince il titolo vagante WPMF World pesi superwelter (168 lbs). |           |                            |                                                     |                            |                          |       |       |
| 2008-12-20                                                     | vittoria  | Lamsongkram Chuwattana     | Boxe-Thai Guinea tournament                         | Malabo, Guinea Equatoriale | KO (montante destro)     | 1     | 2:50  |
| Vince il Torneo Super 8 Guinea.                                |           |                            |                                                     |                            |                          |       |       |
| 2008-12-20                                                     | vittoria  | Yohan Lidon                | Boxe-Thai Guinea tournament                         | Malabo, Guinea Equatoriale | TKO (colpo agli occhi)   | 2     | 3:00  |
| 2008-12-20                                                     | vittoria  | Denis Varaksa              | Boxe-Thai Guinea tournament                         | Malabo, Guinea Equatoriale | KO (pugni)               | 3     | 1:08  |
| 2008-11-25                                                     | vittoria  | Vuyisile Colossa           | Planet Battle                                       | Hong Kong                  | Decisione (unanime)      | 3     | 3:00  |
| 2008-09-17                                                     | vittoria  | Madsua                     | Return Of The Contenders                            | Singapore                  | KO                       | 3     | 2:42  |
| Mantiene il suo titolo mondiale WMC 160lbs.                    |           |                            |                                                     |                            |                          |       |       |
| 2008-06-20                                                     | vittoria  | Malaipet Team Diamond      | International Muay Thai Fight Night                 | Montego Bay, Giamaica      | TKO (falli)              | 3     | 3:00  |
| Mantiene il suo titolo mondiale WBC 154lbs.                    |           |                            |                                                     |                            |                          |       |       |
| 2008-05-31                                                     | vittoria  | Artëm Levin                | K-1 Scandinavia MAX 2008                            | Stoccolma, Svezia          | KO (gancio destro)       | 2     | 0:40  |
| Vince il titolo mondiale WMC 160lbs.                           |           |                            |                                                     |                            |                          |       |       |
| 2008-04-12                                                     | vittoria  | John Wayne Parr            | The Contender Asia Finale                           | Singapore                  | Decisione (unanime)      | 5     | 3:00  |
| Vince WMC The Contender Asia, prima stagione                   |           |                            |                                                     |                            |                          |       |       |
| 2008-03-02                                                     | sconfitta | Andy Souwer                | SLAMM "Nederland vs Thailandia IV"                  | Almere, Paesi Bassi        | Decisione                | 4     | 3:00  |
| 2008-02-09                                                     | vittoria  | Dimitry Simoukov           | KO World Series 2008 Auckland                       | Auckland, Nuova Zelanda    | KO (gancio sinistro)     | 1     | 2:23  |
| Vince il Torneo KO World Series 2008 Auckland.                 |           |                            |                                                     |                            |                          |       |       |
| 2008-02-09                                                     | vittoria  | Shannon Foreman            | KO World Series 2008 Auckland                       | Auckland, Nuova Zelanda    | TKO (decisione del team) | 2     | 2:10  |
| 2007-11-29                                                     | vittoria  | Farid Villaume             | Francia vs Thailandia                               | Parigi, Francia            | TKO (falli)              | 3     |       |
| 2007-10-00                                                     | vittoria  | Sean Wright                | The Contender Asia, episodio 13                     | Singapore                  | KO (montante destro)     | 2     | 1:18  |
| 2007-09-00                                                     | vittoria  | Naruepol Fairtex           | The Contender Asia, episodio 9                      | Singapore                  | KO (pugni)               | 2     | 0:30  |
| 2007-09-00                                                     | vittoria  | Bruce Macfie               | The Contender Asia, episodio 4                      | Singapore                  | Decisione (unanime)      | 5     | 3:00  |
| 2007-05-30                                                     | vittoria  | Sebastien Favre            | Fairtex Thepprasit Stadium                          | Pattaya, Thailandia        | TKO (stop dell'arbitro)  | 2     | 2:44  |
| 2007-05-30                                                     | pareggio  | Farid Villaume             | Francia vs Thailandia                               | Parigi, Francia            | Decisione draw           | 5     | 3:00  |
| 2007-01-11                                                     | vittoria  | Rafik Bakkouri             | Fairtex Thepprasit Stadium                          | Pattaya, Thailandia        | KO (ginocchiate)         | 3     | 1:30  |
| 2006-11-11                                                     | vittoria  | Mark Vogel                 | Masters Fight Night                                 | Wuppertal, Germania        | KO (gomitata)            | 1     |       |
| Mantiene il suo titolo mondiale WBC 154lbs.                    |           |                            |                                                     |                            |                          |       |       |
| 2006-08-23                                                     | vittoria  | Rasmus Zoeylner            | WPMF Championships                                  | Nakhon Sawan, Thailandia   | Decisione (unanime)      | 5     | 3:00  |
| Vince il titolo vagante mondiale WPMF 157lbs.                  |           |                            |                                                     |                            |                          |       |       |
| 2006-06-30                                                     | vittoria  | Kamal El Amrani            | K-1 World MAX 2006 World Championship Final         | Yokohama, Giappone         | Decisione (unanime)      | 3     | 3:00  |
| 2006-05-13                                                     | vittoria  | Maciej Skupinski           | Best of The Best II                                 | Varsavia, Polonia          | TKO                      | 1     |       |
| 2006-04-12                                                     | vittoria  | Arslan Iran Rompo Gym      | Fairtex Thepprasit Stadium                          | Pattaya, Thailandia        | TKO (stop dell'arbitro)  | 1     |       |
| 2006-02-11                                                     | vittoria  | Elias Ayras                | Muaythai Lumpinee Krikkri Fights, Lumpinee Stadium  | Bangkok, Thailandia        | TKO (stop dell'arbitro)  | 2     |       |
| 2005-12-10                                                     | vittoria  | John Wayne Parr            | Xplosion 12                                         | Gold Coast, Australia      | Decisione (unanime)      | 5     | 3:00  |
| Vince il titolo mondiale WBCpesi superwelter (154lbs).         |           |                            |                                                     |                            |                          |       |       |
| 2005-09-06                                                     | vittoria  | Samkor Keatmontep          | Petchyindee Fights, Lumpinee Stadium                | Bangkok, Thailandia        | Decisione (unanime)      | 5     | 3:00  |
| Vince il titolo vacante di Champion of Thailandia 154lb.       |           |                            |                                                     |                            |                          |       |       |
| 2005-08-16                                                     | vittoria  | Riuankaew S.Boonya         | Fairtex Fights, Lumpinee Stadium                    | Bangkok, Thailandia        | TKO                      | 2     |       |
| Vince il titolo vacante Lumpinee Stadium 147lbs.               |           |                            |                                                     |                            |                          |       |       |
| 2005-07-08                                                     | sconfitta | Noppadeat Siangsimaew gym  | Kiatphet Fights, Lumpinee Stadium                   | Bangkok, Thailandia        | Decisione (unanime)      | 5     | 3:00  |
| 2005-03-24                                                     | vittoria  | Noppakao Sor Wanchart      | Daorungchujarean Fights, Rajadamnern Stadium        | Bangkok, Thailandia        | Decisione (unanime)      | 5     | 3:00  |
| 2005-02-25                                                     | vittoria  | Tuantong Chartchatree      | Petchyindee Fights, Lumpinee Stadium                | Bangkok, Thailandia        | TKO                      | 3     |       |
| 2005-01-21                                                     | sconfitta | Orono Wor Petchpun         | Wanboonya Fights, Lumpinee Stadium                  | Bangkok, Thailandia        | KO (ginocchiate)         | 3     |       |
| 2004-12-23                                                     | vittoria  | Lakhin Sor. Sarithong      | Daorungchujarean Fights, Rajadamnern Stadium        | Bangkok, Thailandia        | Decisione                | 5     | 3:00  |
| 2004-11-12                                                     | vittoria  | Sakadpetch Ingram gym      | Fairtex Fights, Lumpinee Stadium                    | Bangkok, Thailandia        | Decisione                | 5     | 3:00  |
| 2004-08-27                                                     | sconfitta | Sakadpetch Ingram gym      | Wanboonya Fights, Lumpinee Stadium                  | Bangkok, Thailandia        | Decisione (unanime)      | 5     | 3:00  |
| 2004-07-14                                                     | vittoria  | Lakhin Sakjavee            | Daorungprabath Fights, Rajadamnern Stadium          | Bangkok, Thailandia        | Decisione                | 5     | 3:00  |
| 2004-06-22                                                     | vittoria  | Charlie Sor Chaitamin      | Fairtex Fights, Lumpinee Stadium                    | Bangkok, Thailandia        | TKO                      | 1     |       |
| 2004-05-04                                                     | sconfitta | Orono Wor Petchpun         | Petchyindee Fights, Lumpinee Stadium                | Bangkok, Thailandia        | TKO (pugni e gomitate)   | 4     |       |
| 2004-04-02                                                     | sconfitta | Singdam Kiatmoo9           | Petchyindee & Wanwerapon Fights, Lumpinee Stadium   | Bangkok, Thailandia        | Decisione (unanime)      | 5     | 3:00  |
| 2004-01-27                                                     | vittoria  | Watcharachai Kaewsamrit    | Petchpiya Fights, Lumpinee Stadium                  | Bangkok, Thailandia        | TKO                      | 1     |       |
| 2004-01-03                                                     | vittoria  | Pornpitak Petchudomchai    | SUK Muaythai Lumpineekrikkai, Lumpinee Stadium      | Bangkok, Thailandia        | KO                       | 2     |       |
| 2003-11-15                                                     | vittoria  | Nopparat Keatkhamtorn      | SUK Muaythai Lumpineekrikkai, Lumpinee Stadium      | Bangkok, Thailandia        | Decisione                | 5     | 3:00  |
| 2003-10-11                                                     | vittoria  | Phutawan Buriramphukaofire | SUK Muaythai Lumpineekrikkai, Lumpinee Stadium      | Bangkok, Thailandia        | KO                       | 3     | 2:47  |
| 2003-08-16                                                     | vittoria  | Kaew Fairtex               | SUK Muaythai Lumpineekrikkai, Lumpinee Stadium      | Bangkok, Thailandia        | Decisione                | 5     | 3:00  |
| 2003-06-14                                                     | sconfitta | Wanmeechai Menayotin       | SUK Muaythai Lumpineekrikkai, Lumpinee Stadium      | Bangkok, Thailandia        | Decisione                | 5     | 3:00  |
| 2003-03-28                                                     | vittoria  | Nopparat Keatkhamtorn      | Lumpinee Stadium                                    | Bangkok, Thailandia        | KO                       | 3     |       |
| 2003-02-18                                                     | sconfitta | Ponsaneh Sit Monchai       | SUK Fairtex                                         | Thailandia                 | TKO                      | 4     |       |
| 2003-01-14                                                     | sconfitta | Ponsaneh Sit Monchai       | SUK Petpanomurung                                   | Thailandia                 | KO                       | 3     |       |
| 2002-04-09                                                     | sconfitta | Pethapee Chor Chingwong    | ?                                                   | Thailandia                 | KO                       | 3     |       |
| 2002-01-04                                                     | vittoria  | Yortong Pitak-Kruchaiden   | Lumpinee Stadium                                    | Bangkok, Thailandia        | KO                       | 3     |       |